# Rimator
Rimator là một chi chim trong họ Pellorneidae.

## Các loài
- Rimator malacoptilus
- Rimator albostriatus
- Rimator pasquieri